# TIE (Einheit)
Das Two Inch Equivalent (deutsch: Zwei-Zoll-Äquivalent) ist eine Maßeinheit der Fläche, Einheitenzeichen: TIE (Formelzeichen der Fläche: A) und entspricht dem Flächeninhalt eines Kreises mit einem Durchmesser von zwei Zoll.
Es handelt sich um eine selten genutzte Maßeinheit, die jedoch in der Halbleitertechnik ihre Anwendung findet, speziell bei Angaben zum Flächeninhalt von kreisförmigen Wafern aus Substratmaterial für LEDs.
Das TIE ist keine SI-Einheit.